# کفتار (فیلم ۲۰۱۴)
کفتار (انگلیسی: Hyena) فیلمی است که در سال ۲۰۱۴ منتشر شد.